# Massimo Strazzer
Massimo Strazzer (Zevio, 17 agosto 1969) è un ex ciclista su strada e pistard italiano.
Professionista dal 1991 al 2004, velocista, al Giro d'Italia si aggiudicò la classifica a punti nel 2001 e due volte quella dell'intergiro (2001 e 2002).

## Carriera
È stato un buon velocista, attivo nel corso degli anni novanta e agli inizi del terzo millennio. Dal 1991 al 1993 ha corso per la Jolly Componibili-Club 88, nel 1994 e 1995 per la Navigare-Blue Storm, per la Brescialat nel 1996, per la Roslotto-ZG Mobili nel 1997, la Cantina Tollo-Alexia Alluminio nel 1998, la Mobilvetta Design nel 1999 e 2001, la Alessio nel 2000, la Phonak Hearig Systems nel 2002 e 2003 e nel 2004 con la Saunier Duval-Prodir.
Ha partecipato dieci volte al Giro d'Italia, una al Tour de France e due alla Vuelta a España ma non è mai riuscito a vincere tappe a queste grandi corse. Al Giro d'Italia ha conquistato la maglia ciclamino della classifica a punti nel 2001, la maglia azzurra dell'Intergiro nel 2001 e nel 2002 e negli stessi anni anche il Premio della Combattività.
In quattordici stagioni da professionista ha vinto trentadue corse su strada. Si è imposto in frazioni di importanti corse come la Tirreno-Adriatico ed il Giro di Polonia e può vantare due successi alla Clásica de Almería, una delle più prestigiose corse in linea spagnole. Ha trionfato per ben sei volte, di cui quattro consecutive, alla Millemetri del Corso di Mestre battendo tra gli altri Mario Cipollini.
È stato anche un buon pistard ed ha indossato per due volte la maglia azzurra della nazionale italiana in occasione dei Mondiali su pista nella specialità dell'inseguimento a squadre.

## Palmarès
- 1992 (Jolly Componibili, una vittoria)

1ª tappa Settimana Ciclistica Internazionale (Castellammare del Golfo > Marsala)
- 1993 (Jolly Componibili, una vittoria)

8ª tappa Tirreno-Adriatico (San Benedetto del Tronto > San Benedetto del Tronto)
- 1994 (Navigare, tre vittorie)

1ª tappa Volta a Portugal (Quarteira > Tavira)
2ª tappa Volta a Portugal (Évora > Pombal)
4ª tappa Volta a Portugal (Vagos > Vila Nova de Gaia)
- 1995 (Navigare, due vittorie)

5ª tappa Tour de Vaucluse
7ª tappa Volta a Portugal (Celorico da Beira > Tondela)
- 1996 (Brescialat, due vittorie)

3ª tappa Driedaagse De Panne - Koksijde (La Panne > Sint Istebald)
Millemetri del Corso di Mestre
- 1997 (Roslotto, cinque vittorie)

3ª tappa Tour Méditerranéen (La Fare-les-Oliviers > Antibes)
Clásica de Almería
1ª tappa Vuelta a Murcia (Murcia > Los Alcázares)
3ª tappa Vuelta a Murcia (Murcia > Cieza)
Millemetri del Corso di Mestre
- 1998 (Cantina Tollo, tre vittorie)

5ª tappa Vuelta Valenciana (Villarreal > Valencia)
Prologo Postgirot Open (Uppsala)
4ª tappa Postgirot Open (Eskilstuna > Uppsala)
- 1999 (Mobilvetta, tre vittorie)

2ª tappa Tirreno-Adriatico (Sorrento > Santa Maria Capua Vetere)
2ª tappa Tour de Pologne (Malbork > Toruń)
Millemetri del Corso di Mestre
- 2000 (Alessio, due vittorie)

3ª tappa Bayern Rundfahrt (Roding > Bamberga)
Millemetri del Corso di Mestre
- 2001 (Mobilvetta, una vittoria)

Millemetri del Corso di Mestre
- 2002 (Phonak, sei vittorie)

Clásica de Almeria
Stausee Rundfahrt
2ª tappa Circuit de la Sarthe (Saint-Gilles-Croix-de-Vie > Châteaubriant)
3ª tappa Circuit de la Sarthe (Châteaubriant > Angers)
4ª tappa Circuit de la Sarthe (Angers > Le Mans)
Millemetri del Corso di Mestre
- 2003 (Phonak, due vittorie)

2ª tappa Circuit de la Sarthe (Fontenay-le-Comte > Pont-du-Château)
3ª tappa Bayern Rundfahrt (Siegsdorf > Plattling)

### Altri successi
- 2001 (Mobilvetta)

Classifica a punti Giro d'Italia
Classifica intergiro Giro d'Italia
Premio della Combattività Giro d'Italia
- 2002 (Phonak)

Classifica intergiro Giro d'Italia
Premio della Combattività Giro d'Italia
Memorial Fabio Casartelli (Criterium)
- 2003 (Phonak)

Grand Prix Bremgarten (Criterium)

## Piazzamenti

### Grandi giri
- Giro d'Italia

1992: 140º
1994: ritirato
1995: ritirato
1996: ritirato
1998: 91º
1999: 108º
2001: 94º
2002: 116º
2004: ritirato
- Tour de France

1997: ritirato
- Vuelta a España

1994: ritirato
1998: ritirato

### Classiche
- Milano-Sanremo

1992: 104º
1993: 118º
1995: 131º
1996: 159º
1999: 161º
2003: 122º
2004: 165º

## Riconoscimenti
- Leone d'oro alla carriera nel 2004